# Lüg weiter, Liebling
Lüg weiter, Liebling ist ein deutscher Fernsehfilm von Gabriela Zerhau aus dem Jahr 2010 mit Hannelore Elsner und Götz George in den Hauptrollen.

## Handlung
Der Alt-68er und Umweltaktivist Hans-Peter „Hape“ Wegener ist arbeitslos und hoch verschuldet. Der Gerichtsvollzieher steht ständig auf der Matte und Sohn Rudi ist ein ewiger Student, der ebenfalls knapp bei Kasse ist. Als Hapes Vater stirbt und sich herausstellt, dass dieser sein Vermögen einer wohltätigen Stiftung für Erziehung vermacht hat, lernt Hape auf dem Friedhof die vermögende Münchner Witwe Martha Ebinghaus kennen. Deren Hund beschädigt Hapes Jackett, worauf Martha ihm schuldbewusst ihre Visitenkarte gibt, um später für den Schaden aufzukommen. Daraufhin nehmen Hape und Rudi verschiedenste Nebenjobs an, etwa als Laiendarsteller im Krankenhaus, wo sie für Medizinstudenten Patienten spielen, damit diese das Erstellen von Diagnosen und den Umgang mit Patienten erlernen. Als Hape von den Nebenjobs die Nase voll hat, kauft er sich ein neues Jackett und geht mit der Rechnung zu Martha. Diese zeigt sich überaus großzügig, worauf Hape sie auf einen Kaffee einlädt. Beim darauffolgenden Treffen in einem Café stellt er sich ihr als Gerd Rudolf vor und gibt sich als Diplomat aus, der seine Aktivitäten nicht preisgeben dürfe.
Martha, die sich in Therapie befindet, weil sie nicht glücklich ist und sich nach mehr Sinn in ihrem Leben sehnt, ist fasziniert von Hape. Sie mag vor allem seine kleinen Geschichten, von denen Hape, wie er sagt, 1000 für sie parat habe. Die Anekdote, wie der Hase zu seiner Hasenscharte kam, gefällt Martha so gut, dass sie sie ihrer Enkeltochter und ihrer verwirrten Mutter erzählt, um die sie sich liebevoll kümmert. Hape sieht in ihr jedoch in erster Linie eine Geldquelle, mit der er seine Schulden von über 100.000 Euro abbauen will. Als sie das nächste Mal miteinander ausgehen – diesmal in ein nobles Restaurant – und Hape vorgibt, seine Geldbörse verlegt zu haben, zückt Martha ganz selbstverständlich ihre Kreditkarte und bezahlt erneut die Rechnung.
Nachdem Martha von ihrem Steuerberater Werner einen Heiratsantrag erhalten hat, sie ihn aber ablehnt, schaut Hape erneut bei ihr vorbei. Nach einem gemeinsamen Abendessen in ihrer Villa macht Hape ihr Vorschläge, wie sie ihrem Leben einen Sinn geben könne. Sie solle in „grüne“ Aktien und umweltfreundliche Energiegewinnung investieren. Als Martha ihre Mutter zu Bett bringt, schläft Hape auf der Terrasse ein. Bevor er sich am nächsten Morgen verabschiedet, erzählt er Martha eine weitere Geschichte, die diese dazu veranlasst, tatsächlich in Hapes vorgeschlagene Projekte zu investieren. Als ihr Steuerberater fühlt sich Werner indes übergangen. Auch Marthas alleinerziehende Tochter Judith schlägt Alarm. Beide reden Martha ein, Hape sei nur hinter ihrem Geld her und sie solle ihn deshalb nicht mehr sehen. Martha entschließt sich daraufhin, nach Südfrankreich zu fahren. Sie lässt ihre Familie im Glauben, Hape damit den Rücken kehren zu wollen. Sie trifft sich jedoch mit ihm und nimmt ihn mit nach Nizza, wo sie für alle Kosten aufkommt. Beide verbringen nun viel Zeit miteinander und kommen sich schließlich näher.
Als Martha bei einem gemeinsamen Ausflug überfallen wird, sie aber ihre Handtasche samt Geldbörse nicht hergeben will, schreitet Hape ein. Er wirft den mit Messern drohenden Dieben Marthas Geldbörse hin, worauf die jungen Männer verschwinden. Martha, die darüber sehr wütend ist, gerät mit Hape in Streit. Nachdem Werner Martha telefonisch mitgeteilt hat, in ihrem Haus sei eingebrochen worden und sie müsse sofort zwecks Absprache mit der Versicherung nach Deutschland zurückkehren, reist sie ab, ohne Hape noch einmal zu sehen. Zurück in München steht Hape unter Verdacht, der Einbrecher gewesen zu sein. Im Wissen, dass dies unmöglich ist, und um neue Geschichten zu hören, versucht Martha wieder mit Hape in Kontakt zu treten. Dieser richtet in Südfrankreich derweil ein runtergekommenes Haus her und will es mit umweltschonender Technologie ausstatten. Am Flughafen von Nizza sehen sich Martha und Hape schließlich wieder. Bei der darauffolgenden Autofahrt schickt sich Hape an, Martha endlich reinen Wein über seine Lebensgeschichte einzuschenken. Martha kommt ihm jedoch zuvor und gesteht ihm, dass sie ihm nie etwas geglaubt, aber dennoch jede Minute mit ihm genosse habe. Sie entschließt sich, mit ihm zusammen in Frankreich zu leben. Gemeinsam arbeiten sie nun an Hapes Haus, das er von Marthas Geld gekauft hatte.

## Hintergrund
Die Dreharbeiten fanden in München und Nizza statt. Hannelore Elsner und Götz George hatten bereits in Der Kommissar, Der Alte und Tatort gemeinsam gespielt, waren aber erstmals für Lüg weiter, Liebling in den beiden Hauptrollen sowie als Filmpaar zu sehen. Nebendarstellerin Barbara Rudnik spielte in einer ihrer letzten Rollen eine Psychotherapeutin. Sie starb 2009, knapp ein Jahr bevor der Film am 3. Mai 2010 erstmals vom ZDF im Fernsehen ausgestrahlt wurde.

## Kritiken
Für das Lexikon des internationalen Films war Lüg weiter, Liebling eine mit Hannelore Elsner und Götz George „überzeugend besetzte romantische Komödie um eine anfängliche Notlüge, die eine ungeheure Eigendynamik entwickelt“. Auch Prisma lobte in erster Linie die beiden Hauptdarsteller. Es handle sich zwar nicht um „die Neuentdeckung der Beziehungskomödie“, doch „die Darsteller spielen derart frisch, dass es eine wahre Freude ist“.
TV Spielfilm beschrieb den Film von Regisseurin und Drehbuchautorin Gabriela Zerhau als „[w]armherzige Glücks- und Sinnsuche mit pfiffigen Dialogen“. Das Fazit mit Bezug auf Elsner und George lautete: „Hier werfen sich zwei galant die Bälle zu!“ TV Movie sprach von einer „[h]eiter-harmlose[n] Story mit toller Besetzung“.